# There Goes the Neighborhood
There Goes the Neighborhood, lanzada como Paydirt en la mayoría de países extranjeros, es una película de comedia de 1992.

## Sinopsis
La película cuenta una historia de un prisionero moribundo que le susurra la ubicación de su botín a su psicólogo Willis Embry, que se dirige a los subirbios a Nueva Jersey a encontrarlo.

## Elenco
- Jeff Daniels como Willis Embry.
- Catherine O'Hara como Jessie Lodge.
- Hector Elizondo como Norman Rutledge.
- Rhea Perlman como Lydia Nunn.
- Judith Ivey como Peedi Rutledge.
- Harris Yulin como Marvin Boyd.
- Jonathan Banks como Handsome Harry.
- Dabney Coleman como Jeffrey Babitt.
- Chazz Palminteri como Lyle Corrente..
- Richard Portnow como Marty Rollins.
- Jeremy Piven como Albert Lodge.
- Heidi Zeigler como Swan Babitt.